# Eucalyptus drepanophylla
Eucalyptus drepanophylla är en myrtenväxtart som beskrevs av Ferdinand von Mueller och George Bentham. Eucalyptus drepanophylla ingår i släktet Eucalyptus och familjen myrtenväxter. Inga underarter finns listade i Catalogue of Life.

## Bildgalleri

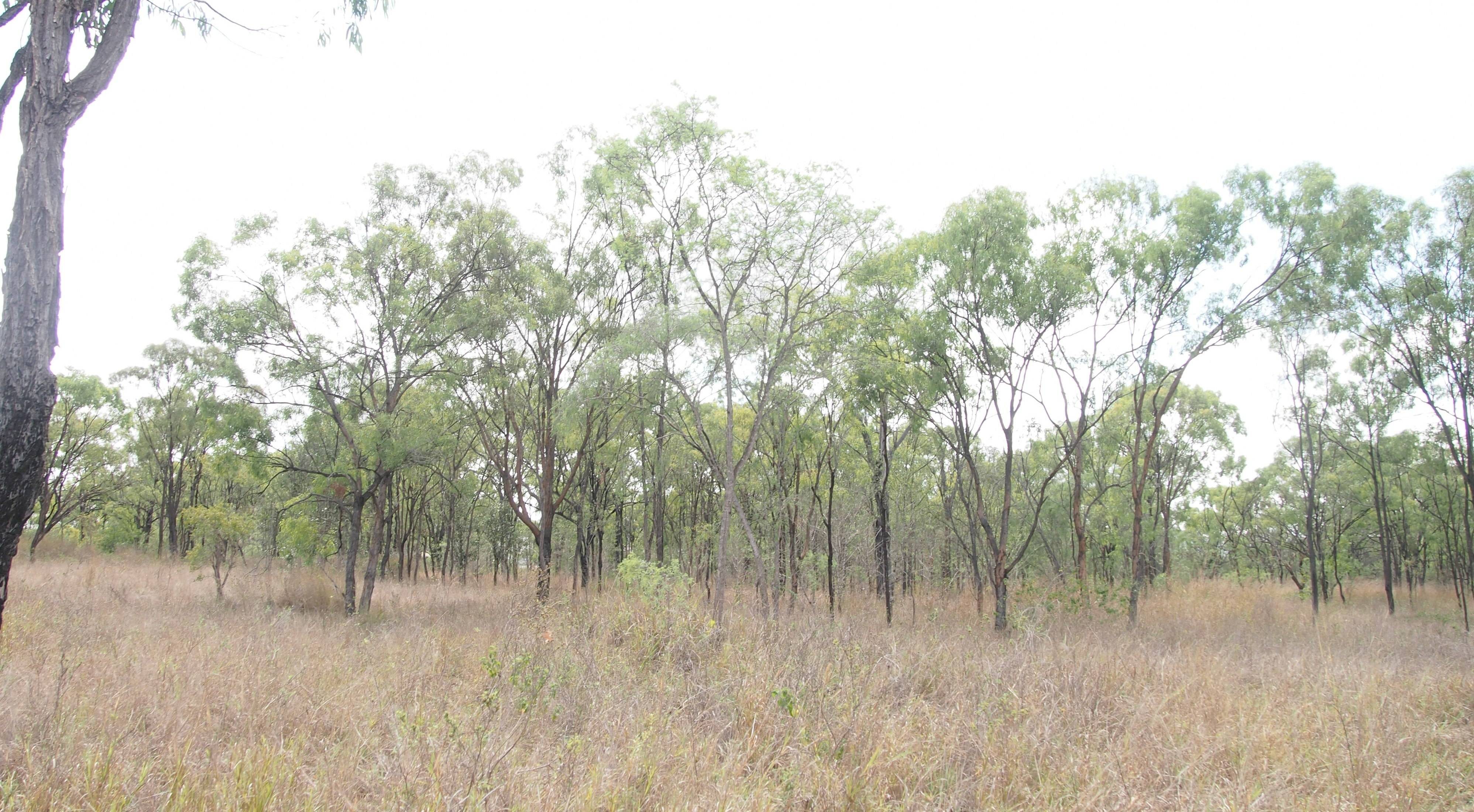
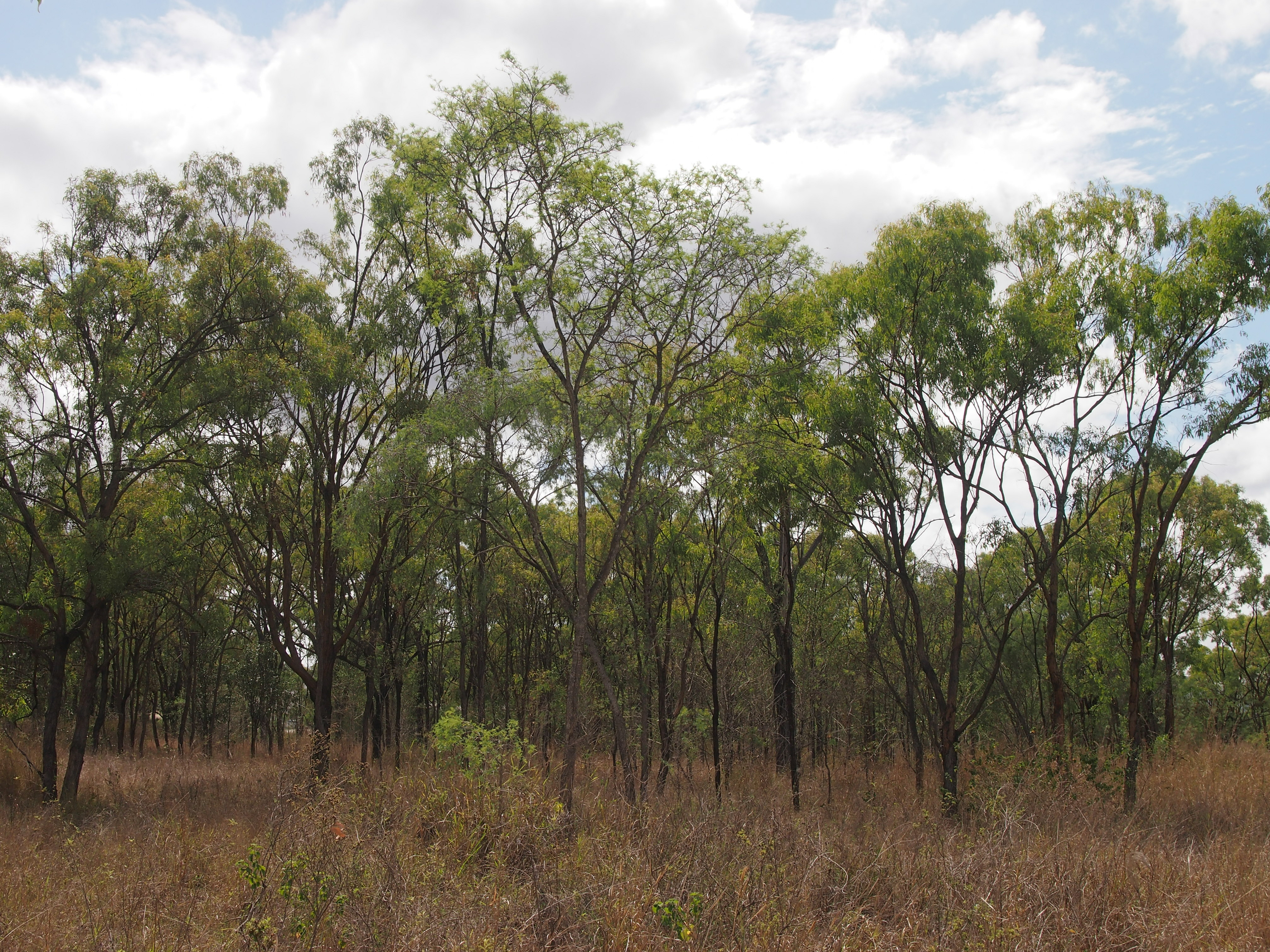
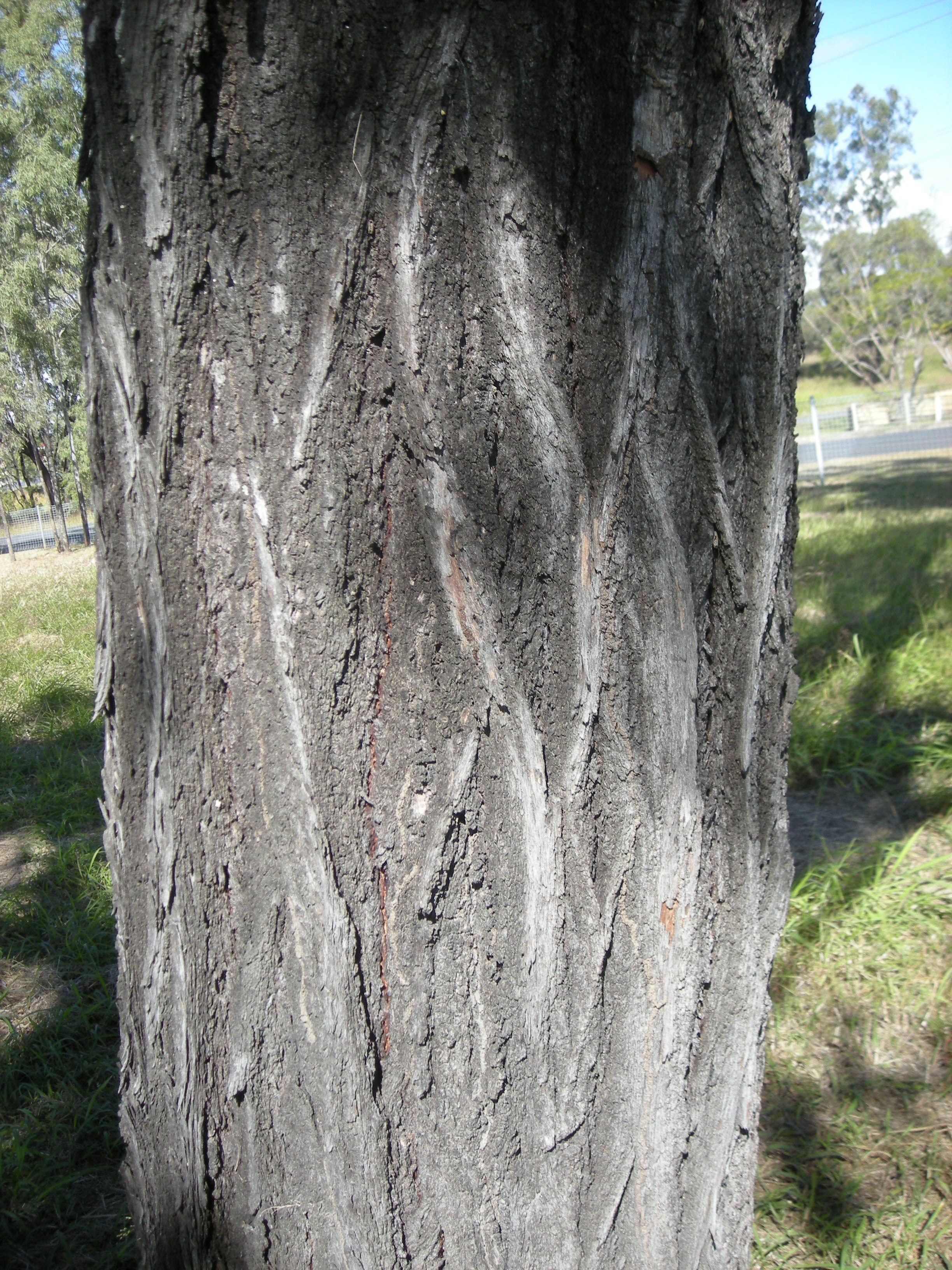
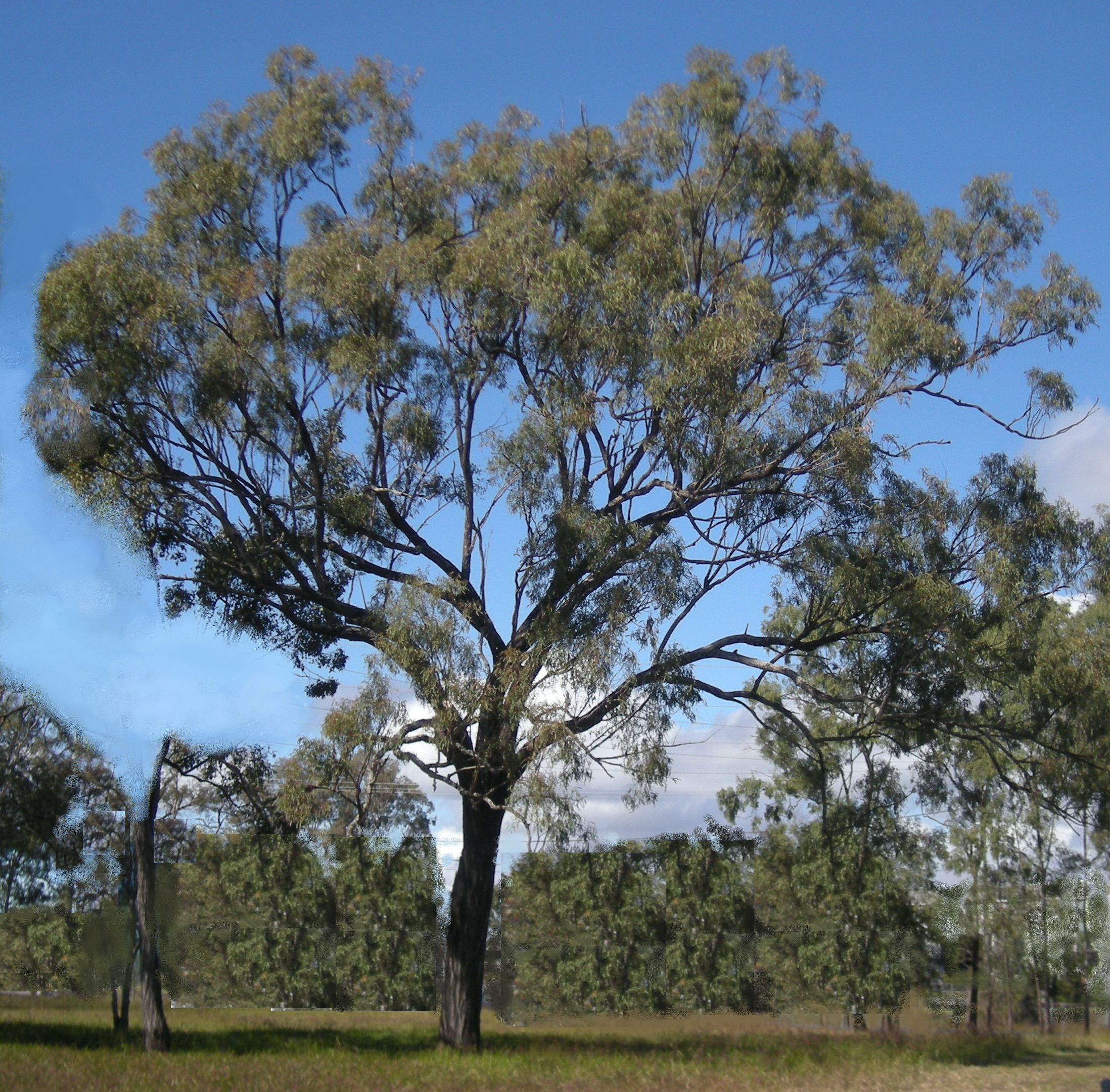